# Biała Góra (Sanok)
Biała Góra – osiedle w Sanoku w granicach dzielnicy Wójtostwo. 
Osiedle znajduje się na prawym brzegu Sanu. Od strony południowej otoczone jest pasmem Gór Słonnych, w zachodniej części Gór Sanocko-Turczańskich. Na południowy zachód od osiedla wiedzie droga do Międzybrodzia.
W 1911 zorganizowano przeprawę promową przez San celem komunikacji Białej Góry z Sanokiem. Na skalnym szczycie nad Sanem został wybudowany dom rodziny Adamiaków. 
Od 1959 istniał most wiszący (kładka) na rzece San, łączący Białą Górę z resztą miasta. Od 1977, a po odbudowie od 1981 istnieje obecny Most Białogórski.
W 1982, z inicjatywy naczelnika miasta Sanoka Ryszarda Grzebienia, ulicy na Białej Górze nadano imię 26 Pułku Piechoty.
Na obszarze osiedla znajdują się:
- Królewska Studnia
- Muzeum Budownictwa Ludowego w Sanoku
- Lądowisko Sanok-Baza